# Aulacus flavimanus
Aulacus flavimanus är en stekelart som först beskrevs av Jean-Jacques Kieffer 1911.  Aulacus flavimanus ingår i släktet Aulacus och familjen vedlarvsteklar. Inga underarter finns listade.